# Kakegurui (filme)
Kakegurui (賭ケグルイ) é um filme japonês dos géneros drama de ação, policial e suspense, realizado e escrito por Tsutomu Hanabusa, com base no manga homónimo de Homura Kawamoto. Foi protagonizado por Minami Hamabe como Yumeko Jabami e por Mahiro Takasugi como Ryōta Suzui, e distribuído pela GAGA Pictures. Estreou-se no Japão a 3 de maio de 2019.

## Elenco
- Minami Hamabe como Yumeko Jabami
- Mahiro Takasugi como Ryōta Suzui
- Aoi Morikawa como Mary Saotome
- Ruka Matsuda como Itsuki Sumeragi
- Yurika Nakamura como Sayaka Igarashi
- Mito Natsume como Runa Yomozuki
- Miki Yanagi como Midari Ikishima
- Natsumi Okamoto como Yuriko Nishinotōin
- Sayuri Matsumura como Yumemi Yumemite
- Hio Miyazawa
- Haruka Fukuhara
- Marika Itō
- Akira Onodera